# Детектор медіа
«Детектор медіа» (стилізовано як дете́ктор медіа) — українська громадська організація, яка є власником однойменного інтернет-видання та є правонаступником ГО «Телекритика».
Головою ГО «Детектор медіа» та шеф-редактором порталу «Детектор медіа» є Наталія Лигачова-Чернолуцька. Заступниця шеф-редактора — Світлана Остапа.
Організація є учасником коаліції Реанімаційний пакет реформ.

## Історія
Інтернет-видання «Детектор медіа» зʼявилося 8 лютого 2016 року. Основним напрямком його діяльності є інформування про важливі новини світу та, зокрема, медіаринку в контексті політичних та соціальних процесів. Важливою складовою «ДМ» є аналіз і критика роботи українських ЗМІ та сприяння медіаграмотності читачів.
Пріоритетними темами «Детектора медіа» є провадження медіареформ, створення та зміцнення незалежного суспільного мовлення, викриття корупції у медіасфері, моніторинг рообти державних та регулятивних органів галузі, сприяння підвищенню медіаграмотності населення, протидія перетворенню ЗМІ на засоби пропаганди. Новини на сайті  стосуються не лише медіа, але й життя журналістів, політв'язнів, соцмереж, кіно, книжок тощо.
За відвідуваністю сайт Detector.media займав №79 497 місце у світі, №1 495 місце в Україні та №7 617 місце у світі в категорії «Новини і медіа». Основна аудиторія - Україна, звідки приходить 90% трафіку.
3 січня 2022 року доступ до сайту «Детектор медіа» заблоковано в Росії. Причиною стала новина про блокування в Росії інтерв'ю видання hromadske з правозахисником і членом забороненої в РФ партії «Хізб ут-Тахрір» Гасаном Гаджиєвим, опубліковане 2016 року. Рішення про блокування було ухвалено у квітні 2015 року, але доступ для РФ заблокували в грудні 2021 року.
2023 року видання опублікувало інтерактивну українську Мапу рекомендованих медіа, створену у співпраці з Інститутом масової інформації.